# Bolbapium paralucidulum
Bolbapium paralucidulum is een keversoort uit de familie mesttorren (Geotrupidae). De wetenschappelijke naam van de soort werd in 1993 gepubliceerd door Ide & Martinez.